# Terence Scerri
Terence Scerri (Senglea, 4 marzo 1984) è un ex calciatore maltese.

## Carriera

### Club
Ha giocato nella massima serie del campionato maltese con varie squadre.

### Nazionale
Ha esordito con la nazionale maltese nel 2006.

## Palmarès

### Club
- Campionato maltese: 4

Hibernians: 2001-2002, 2008-2009
Valletta: 2010-2011, 2011-2012
- Coppa di Malta: 3

Hibernians: 2005-2006, 2006-2007
Valletta: 2009-2010
- Supercoppa di Malta: 3

Hibernians: 2007
Valletta: 2010, 2011

### Individuale
- Capocannoniere della Premier League Malti: 1

2008-2009 (26 gol)